# Isabel da Romênia
Isabel Carlota Josefina Alexandra Vitória (Sinaia, 12 de outubro de 1894 – Cannes, 14 de novembro de 1956) foi a esposa do rei Jorge II e Rainha Consorte da Grécia de 1922 até a abolição da monarquia em 1924. Nascida uma princesa da princesa da Romênia, era filha do rei Fernando I e de sua esposa Maria de Saxe-Coburgo-Gota.

## Primeiros anos

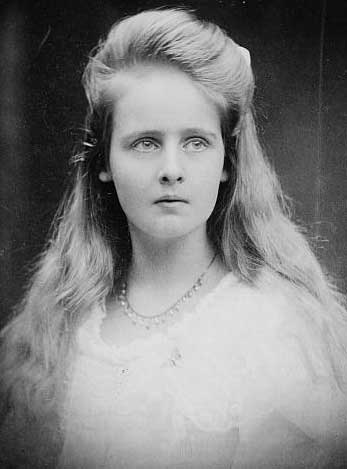
Isabel em 1911

Nascida no Castelo de Peleș em 12 de outubro de 1894, apenas um ano após seu irmão Carlos, Isabel era filha do então príncipe-herdeiro Fernando da Romênia e da princesa inglesa Maria de Saxe-Coburgo-Gota. Isabel era bisneta paterna do czar Alexandre II da Rússia, bisneta materna da rainha Vitória do Reino Unido e trineta paterna do imperador Pedro I do Brasil. O parto da menina foi tão difícil, que a mãe de Isabel desenvolveu uma depressão pós-parto. Durante toda a vida, Maria teve grande dificuldade em sentir afeto pela filha mais velha, embora se comportasse como uma mãe amorosa para com as filhas mais novas.
Isabel foi nomeada em homenagem a rainha Isabel de Wied, esposa do então rei Carlos I da Romênia, tio-avô do pai de Isabel e com quem tinha se reconciliado a pouco tempo após uma série de desentendimentos. Isabel de Wied, traumatizada pela morte da própria filha em 1874 e da ingenuidade dos pais de Isabel para para separá-los de seus dois filhos mais velhos e coloca-los sob sua proteção. Familiarmente era chamada de "Lisabetta" ou "Lizzy".
Por muitos anos, Isabel e seu irmão Carlos foram assim colocados em apartamentos localizados ao lado dos do casal real, mas muito distantes dos de seus pais. As crianças também estão proibidas de cruzar as fronteiras da Romênia, mesmo quando Fernando e Maria estavam no exterior. No final, apenas cavalgadas e algumas outras atividades menores aproximaram Isabel de sua mãe.
Com o passar dos anos, a menina desenvolveu um caráter frio e introvertido, que a isolava ainda mais de sua família e das empregadas a seu serviço. Apenas íntima do irmão Carlos, ela trava o resto de seus irmãos com indiferença ou ciúme, especialmente sua irmã Maria (apelidada de "Mignon"). Considerada uma criança muito linda, Isabel desenvolveu, à medida que crescia, uma verdadeira "beleza clássica", nas palavras de Marthe Bibesco. Na adolescência, porém, a princesa ganhou muito peso, o que revoltou sua mãe, que considerou, a partir de então, que ela havia perdido toda a sua beleza e parecia cada vez mais "vulgar". Neste momento, Isabel é descrita como uma criança inteligente, mas não muito curiosa intelectualmente e muitas vezes preguiçosa. Ela recebe uma educação baseada na autoridade, mas mostra pouca disciplina.

### Perspectivas matrimoniais

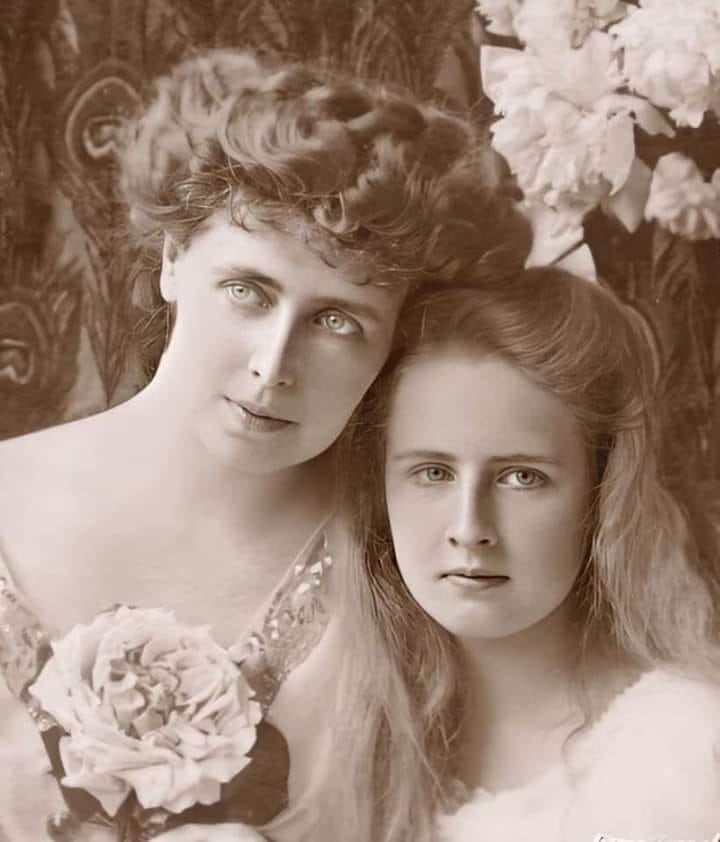
Isabel com sua mãe

A partir de 1911, os governos grego e romeno aproximaram-se por razões geopolíticas e o príncipe Jorge da Grécia, então segundo na linha sucessória, conheceu Isabel pela primeira vez durante uma estadia em Bucareste. Após as Guerras Balcânicas de 1913-1914, durante as quais Grécia e Romênia eram aliadas, o príncipe pediu a mão de Isabel, o que encantou Fernando e Maria. Mas, aconselhada por sua tia-avó, Isabel recusa a proposta, julgando seu pretendente muito medíocre e muito inglês em seus modos. Desdenhosa, a jovem chega a declarar, nesta ocasião, que Deus começou o príncipe, mas esqueceu-se de terminá-lo.
Em 1913, outra oportunidade de casamento parecia se apresentar. O kaiser Guilherme II da Alemanha de fato planejava estabelecer uma aliança matrimonial entre seu país e a Romênia. Ele então organiza um encontro entre Isabel e seu terceiro filho, Adalberto. Os dois jovens encontram-se em Munique, na Baviera, mas a estadia é um fiasco porque o príncipe rapidamente acha a prima aborrecida, declarando Na verdade, o único interesse de Isabel são roupas ou joias e sua conversa não é muito empolgante.
A avó materna de Isabel, a duquesa viúva de Saxe-Coburgo-Gota começou a fazer planos para um casamento conveniente para a neta e escreveu para a sua filha:
| “ | Ela terá dezoito anos no próximo outono! Você deve ficar de fora durante esse período, caso contrário, nunca realmente se acostumará a receber, falar e se comportar como uma pessoa madura, e isso é indispensável para uma princesa. | ” |

Além disso, a duquesa advertiu que sua neta deveria ser observada:
| “ | Não deixe Isabel flertar demasiado com os jovens romenos, patriota como ela é, ela poderia facilmente se apaixonar por alguém e então você teria que enfrentar a la mère à boire. As jovens princesas de nosso tempo têm suas próprias vontades e se tornam teimosas. Mas sempre volto à mesma conclusão: Isabel deve sair em breve no le vrai grand monde. | ” |

Sua avó sugeriu um casamento com o príncipe-herdeiro Jorge da Grécia, uma ideia que a mãe de Jorge, Sofia da Prússia, logo adotou, que em novembro de 1919 escreveu à rainha Maria:
| “ | Nós a achamos adorável, amigável e charmosa. Em nosso querido filho, Georgie deixou uma profunda impressão. Estamos ansiosos para saber se você e Nando teriam alguma objeção a um casamento entre os dois jovens, que parecem ter um profundo sentimento um pelo outro. | ” |

A rainha escreveu para sua mãe:
| “ | Isabel deveria se casar, a guerra colocou as princesas em desvantagem e aqui ela tem a oportunidade de ter alguém de sua classe, sua religião e que está sinceramente atraído por ela, não um casamento político arranjado. | ” |

### Primeira Guerra Mundial
Após dois anos de neutralidade e das sucessivas mortes do rei Carlos I e sua esposa e da ascensão de Fernando e Maria como monarcas, a Romênia entra na Primeira Guerra Mundial, em 1916, ao lado das forças da Tríplice Entente. Isabel e a maioria dos membros da família real (exceto o rei Fernando I e o príncipe Carlos) então deixa Bucareste para se estabelecer em Buftea, na residência do príncipe Barbu Stirbei. Após algumas semanas de combate, o conflito se transformou em um desastre para o mal preparado exército romeno, e o país foi ocupado. Para lidar com o afluxo de soldados feridos, a rainha Maria fundou vários hospitais e exortou suas filhas a se envolverem. Ao lado da irmã Maria, Isabel visitava diariamente os hospitais e distribuía cigarros e palavras de conforto às vítimas dos combates. Mas, ao contrário de sua irmã mais nova, que realmente se dedicava ao trabalho de enfermeira, Isabel demonstrava pouco interesse por atividades beneficentes.
Durante a guerra, a princesa adoeceu várias vezes. Ela sofria de problemas no joelho, contraiu icterícia e teve frequentes colapsos nervosos. Com um temperamento preguiçoso, ela também se mostra ociosa e engorda ainda mais, para grande desgosto de sua mãe. Suas raras ocupações limitam-se a algumas recepções oficiais na corte ou raras visitas ao teatro. Sua única paixão real era a moda e teve alguns breves períodos de entusiasmo pelo bordado. A princesa também coleciona paixonites, o que desperta a indignação da rainha Maria. Isabel até mesmo tem um caso de amor com o alto-comissário do Reino Unido em Constantinopla, Frank Rattingan, pai do dramaturgo Terence Rattigan. Quando ficou grávida de Rattigan foi obrigada a abortar, enquanto ele foi expulso do serviço diplomático.

## Casamento

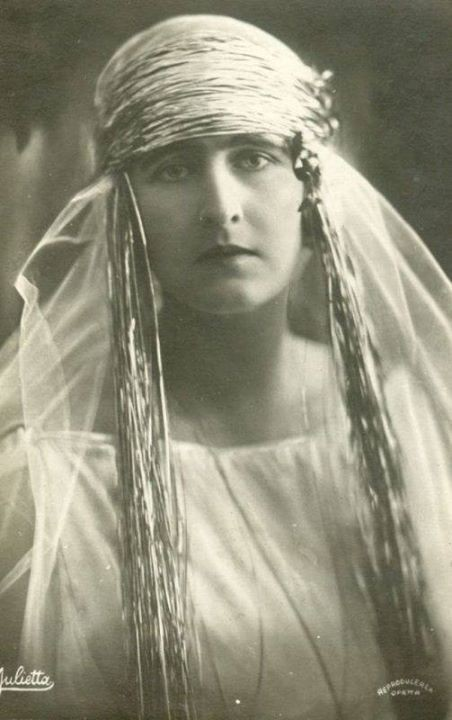
Isabel em seu casamento

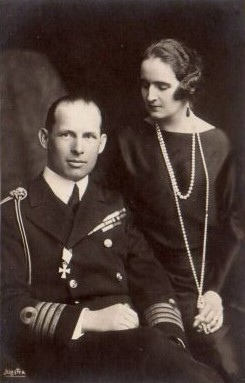
Isabel e Jorge em 1921

Em 1919, Isabel e suas irmãs Maria e Ileana acompanharam sua mãe a Paris, para a Conferência de Paz, que marcou o fim a Primeira Guerra Mundial. De fato, o soberano esperava aproveitar esta estadia para encontrar pretendentes adequados para suas filhas, e especialmente para Isabel, que já tinha vinte e cinco anos. Entretanto, na capital francesa, Isabel não causa a melhor impressão. A esposa do presidente americano Wilson a considerou tímida, desinteressante e do tipo alemão. Depois de algumas semanas, a rainha da Romênia ficou tão envergonhada de sua mais velha que optou por não levá-la a Londres quando deixou a França para visitar a família real britânica.
Na ausência da mãe e das irmãs, Isabel passou uma estadia com a Duquesa de Vendôme e teve aulas numa escola de arte. Uma vez reunida com sua família, ela parte para se reunir com sua avó materna, a duquesa viúva de Saxe-Coburgo-Gota, na Suíça, antes de partir para Florença, onde Barbu Stirbei busca casá-la com um príncipe italiano. No entanto, o projeto não deu certo e Isabel retornou a Paris com seus parentes.
Depois de vários meses na Europa Ocidental, a rainha Maria e suas filhas decidiram retornar à Romênia no início de 1920. No caminho de volta, eles fazem uma nova parada na Suíça, onde encontram a família real da Grécia, que vive no exílio desde a deposição de Constantino I durante a Primeira Guerra Mundial. Isabel então encontra novamente o príncipe Jorge, que mais uma vez pede sua mão. Mais consciente de suas próprias imperfeições - sua mãe agora a descreve como gorda e sem inteligência, a jovem resolve aceitar o pedido. No entanto, naquela época, o futuro do jovem era no mínimo incerto; afastado do trono ao mesmo tempo que seu pai e substituído por seu irmão mais novo, Alexandre, Jorge foi banido de seu país, sem nenhuma dinheiro ou possessão.
O fato é que a combinação matrimonial satisfaz tanto os pais de Isabel quanto os do jovem. Encantada por ter finalmente encontrado um marido para o mais velho, a rainha da Romênia não perdeu tempo em convidar o príncipe a ir a Bucareste para anunciar publicamente o noivado. Jorge atende, mas, logo após a chegada à terra natal de sua noiva, fica sabendo da morte acidental de Alexandre e da turbulência política que se segue na Grécia.

## Vida na Grécia

### Restauração da monarquia

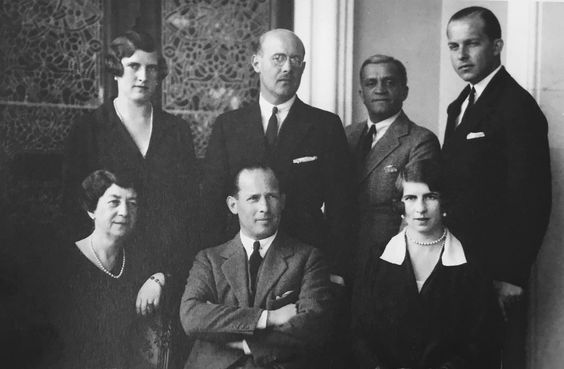
A família real grega em 1923. Jorge (marido de Isabel) no centro da imagem

Em de dezembro de 1920, um referendo, com resultado contestado, convida a família real da Grécia a regressar ao seu país. O rei Constantino I, a rainha Sofia e Jorge, portanto, retornaram a Atenas em 19 de dezembro de 1920. Seu retorno é acompanhado por cenas de júbilo popular. Uma enorme multidão cerca os soberanos e o herdeiro do trono nas ruas da capital. Uma vez chegados ao palácio real, devem aparecer muitas vezes na varanda para saudar as pessoas que os aclamam.
Depois de algum tempo, Jorge retorna à Romênia para se casar com Isabel em uma cerimonia apropriada. O casamento acontece com grande gala em Bucareste, em 27 de fevereiro de 1921. Poucas semanas depois, outra cerimônia une as casas da Grécia e da Romênia, já que o príncipe real Carlos, irmão mais velho de Isabel, se une por sua vez com uma irmã mais nova de Jorge, a princesa Helena.

### Uma princesa solitária

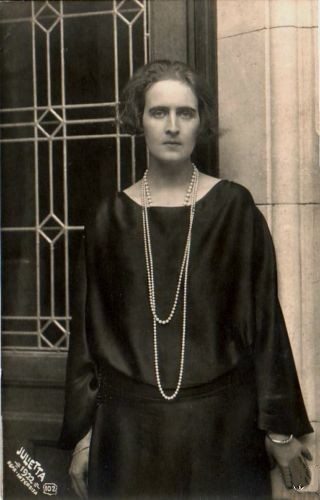
Isabel em 1922

Na Grécia, Isabel tem grande dificuldade de integração com seus sogros e seu relacionamento com a rainha Sofia é particularmente difícil. Com um temperamento introvertido que prontamente passa por arrogância, Isabel se sente deixada de lado pelos parentes, que conversam regularmente em grego em sua presença, embora ela ainda não domine essa língua. Apenas o rei Constantino I e sua irmã, a grã-duquesa Maria, tecem uma relação intima com Isabel. Aliás, até o tímido Jorge decepciona a esposa, que gostaria de ter com ele uma relação mais apaixonada.
Deplorando não ter casa própria e ser obrigada a viver constantemente com os sogros, Isabel esvaziou o dote do marido com as despesas ocasionadas pela redecoração dos aposentos do príncipe Jorge. No entanto, os Hohenzollern-Sigmaringen demoram a pagar seu dote e as economias que ela deixou na Romênia logo findaram devido a investimentos infelizes feitos pelo gerente de sua fortuna.
Diante de uma situação política muito difícil, devido à guerra que opôs a Grécia contra a Turquia desde 1919, Isabel rapidamente percebe que seu espaço de atuação é limitado em seu novo país. No entanto, juntou-se à Cruz Vermelha, que foi então esmagada pela chegada de feridos da Ásia Menor. A princesa também passa seu tempo livre fazendo jardinagem, pintura e desenho. Ela ilustra assim um livro de poemas escrito pelo autor belga Émile Verhaeren. Também se dedica à escrita e produz alguns contos de baixo valor literário.Finalmente, ela passa longas horas estudando grego moderno, uma língua que ela acha extremamente difícil de aprender.
Decepcionada com a mediocridade de sua vida cotidiana da família real grega, Isabel começa a ter ciúmes de sua irmã Maria, casada com o rei Alexandre I da Iugoslávia desde 1922, e de sua cunhada Helena, casada com o irmão de Isabel, o futuro Carol II de Romênia. Com a guerra e a revolução, o quotidiano da família real da Grécia está cada vez mais difícil, e a pensão recebida pelo príncipe Jorge não lhe permite comprar à sua mulher as roupas e joias dos seus sonhos.
Já tensas pela guerra, as relações entre Jorge e Isabel são obscurecidas por sua incapacidade de fornecer um herdeiro ao reino da Grécia. Isabel de fato engravida alguns meses depois de seu casamento, mas perde o filho que carregava durante uma viagem oficial a Esmirna. Gravemente afetada por seu aborto espontâneo, a princesa real adoece; Isabel é acometida de febre tifóide, logo seguida de pleurisia, agravada por depressão. Ela, então, encontra refúgio com sua família em Bucareste. Isabel corta seu cabelo e pinta-o de vermelho, enquanto usa maquiagem pesada ao redor dos olhos. Apesar dos esforços da mãe e do marido, nem a saúde da princesa nem seu casamento se recuperaram totalmente dessas provações.

### Rainha dos Helenos

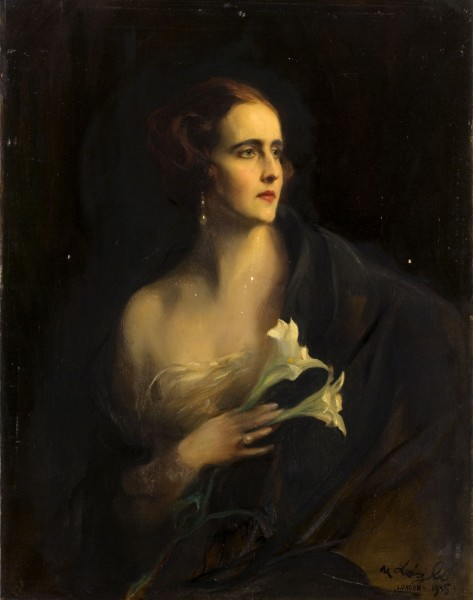
Retrato de Isabel, por Philip de László, 1925

Ao mesmo tempo, o desastre da Guerra Greco-Turca forçou o rei Constantino I a abdicar, o que levou Jorge e Isabel ao trono em 27 de setembro de 1922. Os novos soberanos, porém, não têm poder e assistem impotentes à repressão organizada pelos revolucionários que tomaram o poder contra os representantes do antigo regime. O casal real assistiu angustiado a possível execução do príncipe André na época do "Julgamento dos Seis".
Apesar deste contexto difícil, Isabel procura tornar-se útil ao seu país de adoção. Para responder ao afluxo de refugiados da Ásia Menor, a rainha mandou construir quartéis nos subúrbios de Atenas. Para realizar seus projetos, ela mobiliza a família e pede à mãe, a rainha Maria, que lhe envie madeira e outros materiais.
No entanto, Isabel acha cada vez mais difícil suportar a Grécia e seu clima revolucionário. Seu amor por Jorge evapora e suas cartas para sua mãe mostram o quanto ela se preocupa com o futuro dele. A sua correspondência revela, aliás, que já não tem vontade de ter filhos. Nessas condições, a jovem aproveitou uma estadia na Iugoslávia, em setembro de 1923, para flertar ostensivamente com o cunhado, o rei Alexandre I.
Após uma tentativa de golpe monárquico em outubro de 1923, a situação do casal real torna-se ainda mais precária. Em 19 de dezembro de 1923, Jorge II e sua esposa foram forçados ao exílio pelo governo revolucionário. Juntamente o príncipe Paulo, partiram para a Romênia, onde souberam da proclamação da república em 25 de março de 1924.

## Últimos anos

### Uma rainha no exílio

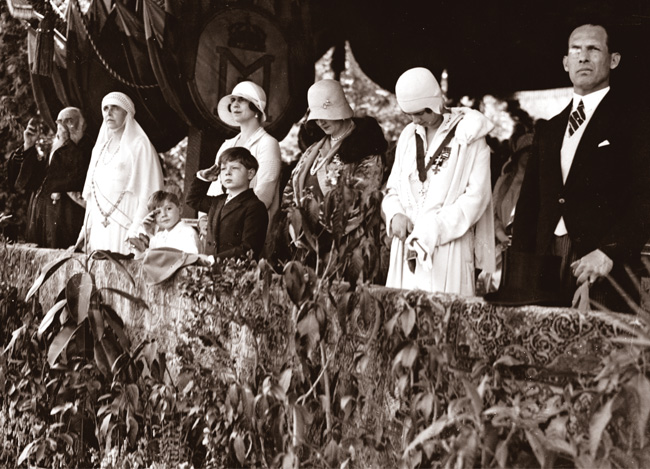
Isabel e Jorge em um evento com a família real romena em 1930

Na Romênia, Jorge e Isabel se estabeleceram em Bucareste, onde o rei Fernando I e a rainha Maria disponibilizaram uma ala do Palácio Cotroceni por algum tempo. Depois de algumas semanas, o casal mudou-se e passou a residir em uma vila mais modesta em Calea Victoriei. Convidados regulares dos soberanos romenos, Jorge e Isabel participam das cerimônias que pontuam a vida dos Hohenzollern-Sigmaringen. Mas, apesar da gentileza com que sua sogra o trata, o ex-rei dos helenos se sente ocioso em Bucareste e luta para esconder o tédio causado pela pompa da corte romena..
Ao contrário do marido, Isabel está encantada com seu retorno à Romênia. Sua relação com a mãe é, no entanto, às vezes tempestuosa, mesmo que a colaboração das duas mulheres seja frutífera. Em meados da década de 1920, Isabel ilustrou a última obra de sua mãe, The Country that I Love (1925). Os laços de Isabel com a princesa Helena, esposa do príncipe herdeiro Carlos, são também complicados pelo ciúme que a ex-rainha dos helenos continua a sentir da sua bela cunhada.
Testadas pelas humilhações do exílio, dificuldades financeiras e ausência de descendentes, as relações de Jorge e Isabel se deterioraram. Depois de inicialmente enganar seu cansaço com comida excessivamente rica e jogos de azar, a ex-rainha dos helenos inicia uma relação extraconjugal com o banqueiro de seu marido, um greco-romeno chamado Alexandru Scavani, a quem ela fez seu camareiro para abafar o escândalo. No entanto, Isabel não é a única responsável pelo fracasso de seu casamento. Jorge também coleciona amantes, entre eles o Major Dimitrios Levidis e a Dama Mrs. Brown.
Em maio de 1935, Isabel é abordada por um diplomata grego que lhe diz que a Segunda República Helênica está à beira do colapso e que a restauração da monarquia é iminente na Grécia. Assustada com a possibilidade de voltar à Grécia, a ex-rainha dos helenos deu então início ao processo de divórcio sem avisar o marido. Acusado de "deserção da casa da família" , Jorge II viu assim o seu casamento dissolvido por um tribunal de Bucareste sem ter sido realmente convidado a se expressar sobre a questão em 6 de julho de 1935..

### Uma princesa ambiciosa

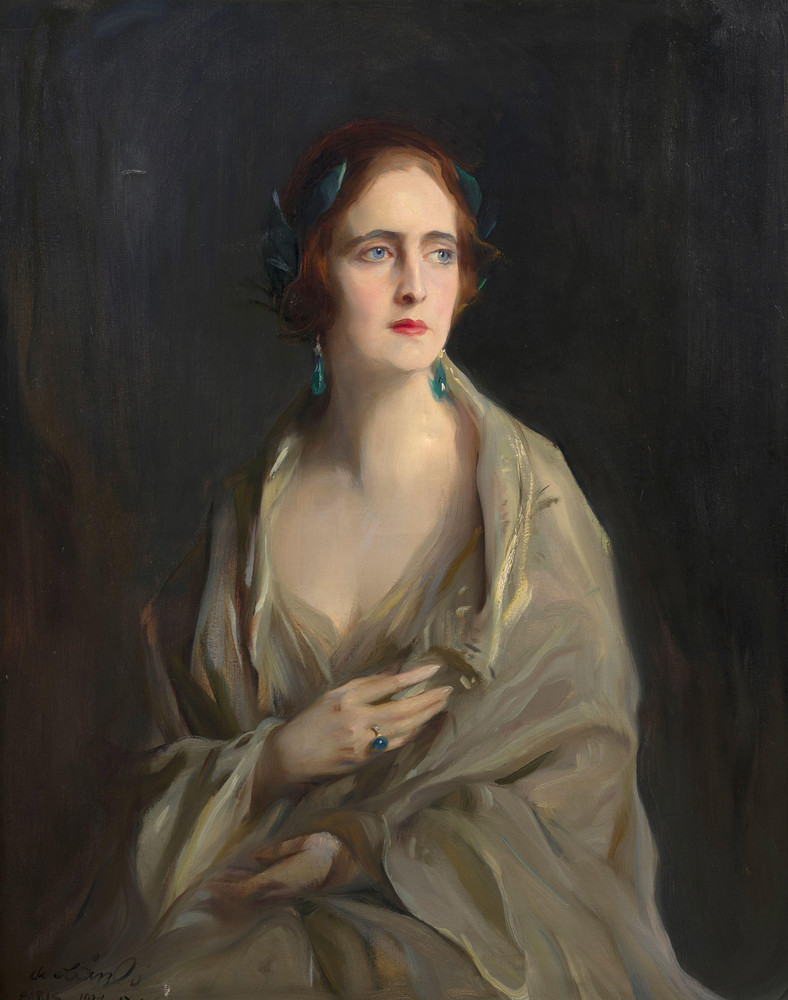
Isabel ficou conhecida como A Tia Vermelha pelo seu apoio aos comunistas romenos contra o seu sobrinho Miguel I

Após a morte do rei Fernando I em 1927, a Romênia passou por um período de grande instabilidade. Tendo o irmão mais velho de Isabel sido obrigado a renunciar à coroa para poder viver com a amante, Magda Lupescu. Então, o jovem sobrinho de isabel, Miguel I, ascende ao trono sob a regência de um conselho estatal. Apesar de tudo, grande parte da população apoia os direitos do irmão mais velho, que finalmente consegue recuperar o trono em 1930. Muito próxima de seu irmão, cujo retorno à Romênia ela apoiou ativamente, Isabel o manteve informado diariamente sobre a vida política do país durante seus anos de exílio.
Uma vez no trono, Carlos mantém relações tempestuosas com os membros de sua família, mas mantém sua confiança em Isabel, que é sua única parente a concordar em conviver com sua amante. Graças à herança de seu pai, aos sábios conselhos financeiros de seu amante, o banqueiro Alexandru Scavani, e às boas relações que mantém com seu irmão, a princesa consegue realizar um grande projeto ferroviário na Romênia. Ao longo dos anos, ela adquiriu assim uma grande propriedade em Banloc, perto da fronteira iugoslava, uma casa em Sinaia e, acima de tudo, uma elegante vila de estilo italiano, o Palácio Elisabeta, em Bucareste.
Após a morte da rainha mãe Maria em 1938 e até a deposição de Carlos II em 1940, Isabel desempenhou o papel de primeira-dama da Romênia. Ambiciosa, a princesa não se arrepende de seguir a política do irmão, enquanto este é tirânico com os outros membros da família real. Após o retorno ao trono de Miguel I e o estabelecimento da ditadura do marechal Ion Antonescu, Isabel foi afastada da vida política. No entanto, a partir de 1944, forjou ligações com o Partido Comunista Romeno conspirando abertamente contra o sobrinho, que agora a considera uma espiã. No início de 1947, recebeu em seu domínio de Banloc o marechal Tito, que acabara de derrubar outro de seus sobrinhos, o jovem rei Pedro II da Iugoslávia. Finalmente, por meio de Alexandru Scavani, a princesa participa do financiamento das guerrilhas que combatem seu ex-cunhado, o rei Paulo na Grécia.
Isabel, no entanto, não é o único membro da família real a flertar com os comunistas; sua irmã Ileana faz o mesmo na esperança de impor seu filho mais velho, o arquiduque Estevão, ao trono. Por tudo isso, as duas princesas receberam então o apelido de as "Tias Vermelhas” do rei Miguel I.

### Morte
Apesar de seus laços com o Partido Comunista Romeno, Isabel foi obrigada a deixar seu país quando a República Popular foi proclamada em 30 de dezembro de 1947. O novo regime dá-lhe três dias para recolher os seus pertences e o Palácio Elisabeta é saqueado. Antes de partir para o exílio, porém, a princesa tem tempo de queimar seus arquivos no domínio de Banloc. Em 12 de janeiro de 1948, ela deixa a Romênia com sua irmã Ileana a bordo de um trem especial disponibilizado pelos comunistas. Acompanhadas pela família Scavani, porém, as duas mulheres levaram grande parte de seus ricos pertences.
Isabel então se estabeleceu em Zurique, depois em Cannes, na Villa Rose Alba. Na França , ela conhece um jovem sedutor com um físico agradável chamado Marc Favrat.. Apaixonada pelo jovem, a princesa pede a seu primo, o príncipe Frederico de Hohenzollern-Sigmaringen, que lhe dê um título, mas o mais velho dos Hohenzollern se recusa. A princesa então toma a decisão de adotar seu amante, o que ela faz apenas três meses antes de sua morte. Ela morreu em casa em 14 de novembro de 1956 aos 62 anos.
O corpo da princesa é então enterrado para a necrópole Hohenzollern-Sigmaringen, no Hedinger Kirche de Sigmaringen, Alemanha.
Sobre a sua vida, terá dito: "Cometi todos os pecados mortais na minha vida, excepto o homicídio e não quero morrer sem fazer isso."

## Títulos, estilos e honras

Monograma de Isabel.

### Títulos e estilos
- 12 de Outubro de 1894 – 27 de Fevereiro de 1921: "Sua Alteza, a Princesa Isabel da Roménia, Princesa de Hohenzollern"
- 27 de Fevereiro de 1921 – 27 de Setembro de 1922: "Sua Alteza, a Princesa-herdeira da Grécia, Duquesa de Esparta"
- 27 de Setembro de 1922 – 25 de Março de 1924: "Sua Majestade, a Rainha dos Helenos"
- 6 de Julho de 1935 – 14 de novembro de 1956: "Sua Alteza, a Princesa Isabel da Roménia, Princesa de Hohenzollern"

### Honras
- Dama Grã-Cruz da Ordem da Coroa da Roménia